# Immaculate Fools
Immaculate Fools es un grupo británico musical de pop-rock con tintes folk formado en 1984. Saltó a la fama en 1985 con el sencillo homónimo «Immaculate Fools» y se mantuvo en activo hasta 1997, después de haber publicado seis álbumes de estudio. En 2016, el líder de la banda, Kevin Weatherill, refundó el grupo con reconocidos músicos españoles como el contrabajista Paco Charlín, la joven baterista Naíma Acuña o el pianista y organista  Alex Salgueiro.

## Historia
El grupo se formó en Kent, Reino Unido. Lo crearon dos parejas de hermanos: Kevin Weatherill (voz, guitarra) y Paul Weatherill (bajo, voz), y Andy Ross (guitarra) y Peter Ross (batería). El sencillo «Immaculate Fools» alcanzó el número 51 en la lista de sencillos del Reino Unido en enero de 1985. Su primer disco, Hearts of Fortune, alcanzó el puesto 65 ese mismo año. La banda realizó muchas giras por Europa y tuvo especial seguimiento en España, en cuya televisión actuaron varias veces. El segundo disco de la banda, Dumb Poet, tuvo críticas muy positivas (incluyendo una reseña en la revista Sounds que daba al disco una puntuación de cinco estrellas), pero no alcanzó el éxito comercial de su debut. Con todo, el disco incluía una canción que tuvo cierto éxito, «Tragic Comedy». La banda sufrió un cambio importante de formación cuando los hermanos Ross dejaron el grupo, incorporándose Barry Wickens, Paul Skidmore y Ian Devlin para la grabación de su siguiente disco, Another Man's World. El grupo montó un estudio de grabación en una granja (Woodhouse) galesa, cerca de Ludlow. Siguieron siendo populares hasta su ruptura en 1997. En los dos últimos discos del grupo, Woodhouse y Kiss and Punch, los hermanos Weatherill contaron con Wickens, Brian Betts (guitarra) y Nick Thomas (batería).
Kevin Weatherill, principal cantante y compositor del grupo, sigue grabando y tocando en directo, tanto en el Reino Unido como en Europa, con el nombre Dirty Ray. En la actualidad afincado en el norte de España, en Galicia. En 2010 trabajó con Miles Hunt de Wonderstuff y la violinista Erica Nockalls en el disco Big World for a Little Man'
En 2016 los músicos integrantes de Immaculate Fools eran: Kevin Weatherill (voz, guitarras), Paco Charlín (bajo eléctrico), Naíma Acuña (batería), Alex Salgueiro (hammond), Laura Solla (guitarra), Linda Lamb (voz) y Helena Watt (violín).
Fallece Paul Weatherill 17 de agosto de 2020.

## Discografía

### Álbumes
- Hearts of Fortune (1985) Polygram (UK #65)
- Dumb Poet (1987) A&M
- Another Man's World (1990) CBS/Epic
- The Toy Shop (1992) Continuum
- Woodhouse (1995) Cooking Vinyl
- Kiss and Punch (1996) Cooking Vinyl
- Turn the whole world down (2015)
- Keep the blade sharp (2017)

### Recopilaciones
- The Best of Immaculate Fools (1998)
- No Gods No Masters (1998) Recall

### Sencillos
- "Nothing Means Nothing" (1984) A&M
- "Immaculate Fools" (1984) A&M (UK #51)
- "Save It" (1985) A&M
- "Tragic Comedy" (1987) A&M (UK #76)
- "Wish You Were Here" (1987) A&M
- "Falling Apart Together" (1990) Epic
- "Sad" (1990) CBS
- "Prince" (1990) CBS/Epic
- "Heaven Down Here" (1992) Continuum
- "Stand Down" (1992) Continuum
- "Kiss and Punch" (1996) Cooking Vinyl